# Juani Bermejo Vega
Juani Bermejo Vega (Cáceres, 1987) es una investigadora en computación cuántica española, activista y la mujer transgénero más sénior en computación cuántica dentro de Europa.

## Trayectoria
Bermejo estudió el doble grado de informática y física en la Universidad de Salamanca. Su vocación científica viene en parte por su tía Pastora Vega Cruz, catedrática de ingeniería de sistemas y automática en esa misma universidad. Tras estudiar un año de la carrera en Canadá en 2008, decidió dedicarse a la investigación en computación cuántica. Su trabajo doctoral lo hizo en Múnich en el equipo del físico Juan Ignacio Cirac.
Durante el doctorado realizó una estancia en el Instituto de Tecnología de Massachusetts (MIT) de Boston. Tras doctorarse, estuvo tres años como investigadora en la Universidad Libre de Berlín. En 2019, regresó a España gracias a un contrato de investigación Marie Curie-Athenea3i en la Universidad de Granada. Es una de las pocas científicas transgénero del mundo con su nivel en computación cuántica, y la más sénior en este campo en Europa, y la única profesora transgénero en computación cuántica de Europa.
Inició su proceso de transición en 2018 y salió del armario en 2019, en Berlín. Transicionar le ha hecho perder autoridad, lo que le ha llevado a reflexionar que, si hubiera empezado antes la transición, su carrera científica se podría haber visto perjudicada debido a los prejuicios.
En su faceta de divulgadora en la academia y activista feminista y LGTBIQ, Bermejo Vega es cofundadora del proyecto Q-Turn, unas jornadas cuánticas donde prima la variedad en los perfiles de los ponentes. Se trata de conferencias inclusivas, que dan protagonismo a mujeres y grupos minoritarios, y en un ambiente relajado y cercano. Bermejo además fue miembro fundadora del grupo de trabajo Igualdad de Oportunidades de la Max Planck PhDnet en 2014.

## Reconocimientos
- Beca de investigación Athenea3i-Marie (Sklodowska) Curie.[7][8]
- Elegida entre los 20 granadinos a los que seguir en 2020 por el medio digital Ideal.[9]